# 732

## Догађаји
- 25. октобар — Франачки владар Карло Мартел у бици код Поатјеа тешко поразио Омејадски калифат и тиме дефинитивно зауставио њихов даљи продор у западну Европу.

- Византијски цар Лав III оженио је свог 15-годишњег сина Константина Цицаком (касније крштеном као Ирена), ћерком хазарског кагана Бихара, у знак дипломатског јединства између Византијског царства и Хазарског каганата.
- Битка код реке Гароне: Омејадска муслиманска војска (40.000 људи) под вођством Абдула Рахмана Ал Гафикија, гувернера Ал-Андалуза, прелази Пиринеје и врши широке нападе, пустошећи градове Олорон, Лескар и Бајон и спаливши Саинт-Абевер. Снаге Омајада уништавају манастир Сент-Емилион и побеђују 'грофа од Либурна'. Абдул Рахман пљачка и заузима Бордо, и побеђује војску војводе Еудеса од Аквитаније, на реци Гарона.
- Лето – Еудес од Аквитаније креће у франачки град Ремс, да упозори Карла Мартела, градоначелника Меровинга, на инвазију Омејада у Галију и затражи његову подршку против освајача. Двојица лидера се састају у близини Париза; Карло издаје „општу забрану“ подизања војске, која укључује велики број Аустразијанаца, Неустријанаца и Бургунђана. У међувремену, Арапи пустоше градове Периге, Сент и Ангулем, а затим пљачкају базилику Саинт-Хилаире изван Поатјеа.
- Септембар – Карло Мартел води своју франачку војску (30.000 људи) до Орлеана и прелази реку Лоару, вероватно у пратњи Еудеса од Аквитаније, са својим преосталим трупама. Утаборује се у близини Тура, вероватно у Балан-Мире југозападно од града-тврђаве, да би заштитио опатију Светог Мартина. Карло побеђује и протерује Омајадске извиђаче или претходницу, између река Индре и Креза. Абдул Рахман Ал Гхафики се повлачи да би успоставио позицију на реци Виене.
- Октобар – Франачка војска прелази реку Виене и успоставља логор у или око делимично напуштене римске виле или пољопривредног насеља, сада познатог као „Виеук-Поитиерс“, користећи римско позориште са својим значајним кулама као утврђење. Карло Мартел формира одбрамбену позицију преко римског пута и одбија муслиманске нападе током „седмодневног“ сукоба.
- 10. октобар – Битка код Тура: франачке и бургундске снаге под Карлом Мартелом поразиле су велику војску Абдула Рахмана Ал Гафикија у близини Поатјеа, заустављајући исламско напредовање у Западну Европу; Рахман Ал Гафики је убијен током битке. Карло шири своју власт на југ Француске, што му даје надимак Мартелус („Чекић“). Исход победе је прекретница и успоставља равнотежу снага између Западне Европе и Византијског царства.
- Муслиманске снаге се повлаче на југ у Септиманију; један посебан део се вероватно повлачи дуж пута којим је првобитно прошао, преко Пиринеја. Еудес од Акбитаније прогони главну муслиманску војску преко Ла Маршеа, пре него што се вратио у Бордо; Карло Мартел се повлачи на франачку територију преко Орлеана и Оксера, деградирајући оне бискупе које је сматрао непоузданим. Абд ал-Малик ибн Катан ал-Фихри постаје нови гувернер (вали) Ал-Андалуза; одвојене муслиманске снаге врше нападе на регион Роне.
- 26. јун – Венера окултује Јупитер.
- Папа Гргур III додељује Бонифатију, англосаксонском мисионару, палијуму као архиепископу, са јурисдикцијом над Баварском (савремена Немачка). Он му наређује да забрани конзумацију коњског меса својим хришћанским преобраћеницима.

## Смрти
- Герман I Цариградски